# يهودا جيرامي
يهودا جيرامي هو الحاخام الأكبر لإيران والزعيم الروحي للجالية اليهودية في إيران منذ عام 2011. 

## سيرة
وُلِد جيرامي في طهران . كان والده شلومو جيرامي جراحًا في العديد من المستشفيات في طهران بما في ذلك مستشفى الدكتور سابير اليهودي. ذهب إلى تلمود توراة . في سن الخامسة عشرة، سافر من تركيا إلى القدس للدراسة في يشيفا أتيريس يسرائيل، تحت إشراف الحاخام بوروخ مردخاي إزراخي. ثم عاد إلى إيران لمدة عام ثم واصل دراساته اليهودية في يشيفا نير إسرائيل في بالتيمور بولاية ماريلاند والتي لديها ترتيبات معتمدة من الحكومة مع إيران. واصل دراسته في الولايات المتحدة حتى حصل على رسامته الحاخامية تحت إشراف الحاخام موشيه هاينمان في سن الخامسة والعشرين. عاد بعد ذلك إلى إيران وشغل منصب الحاخام الرئيسي. تحت هذا المنصب، يشرف على المجتمع اليهودي ويشرف على المعابد اليهودية والميكفيه والذبح الكوشر .  في عام 2021، شارك جيرامي في القمة الأولى لتحالف الحاخامات في الدول الإسلامية في إسطنبول ، تركيا . 
في نوفمبر 2021، زار جيرامي المجتمعات اليهودية في الولايات المتحدة والتقى بالعديد من المنظمات اليهودية مثل
حركة حباد . وقد تعرض لانتقادات من العديد من القادة اليهود الأمريكيين بسبب إدانته العلنية لدولة إسرائيل والصهيونية ، وزيارته لمنزل قاسم سليماني في أعقاب وفاة سليماني.  وفي حديثه إلى جمهور أمريكي ، برر جيرامي تصريحاته بأنها جاءت من منطلق القلق على سلامة المجتمع اليهودي في إيران. 